# 고르 미나샨
고르 티그라니 미나샨(아르메니아어: Գոռ Տիգրանի Մինասյան, 아랍어: غور ميناسيان,‎ 1994년 10월 25일~)은 아르메니아 출신 바레인의 역도 선수이다. 아르메니아 국가대표 선수로서 2016년 하계 올림픽 남자 슈퍼헤비급 은메달, 세계 선수권 대회 은메달 2개, 동메달 2개를 획득했다. 이후 2022년 바레인으로 귀화하여 2024년 하계 올림픽 남자 슈퍼헤비급 동메달을 획득했으며 세계 선수권 대회에서 은메달 1개, 동메달 1개를 획득했다.